# PyramidValley
PyramidValley (anciennement connu sous le nom PyramidVille) est un jeu vidéo de gestion développé et édité par Kobojo, sorti en 2010 sur Facebook. Le jeu a été adapté et édité par Bulkypix sur iOS en 2012 sous le nom PyramidValley Adventure.
La version Facebook a fermé le 29 avril 2015. Une version Steam est sortie le 17 Juillet 2025, 10 ans après la fermeture de la version Facebook.

## Système de jeu
Le but du jeu est de développer une cité en récoltant et utilisant différents matériaux.

## Univers
L'univers du jeu se base sur l'Égypte antique et propose au joueur d'incarner des versions cartoon de Ramsès II et Cléopâtre et de construire des monuments : pyramides, phare d'Alexandrie, Grand Sphinx...

## Controverse autour du nom
15 mois après la sortie du jeu, en mai 2012, Zynga a porté plainte contre Kobojo pour l'utilisation de suffixe -Ville dans le jeu PyramidVille. Finalement, la plainte s'est résolue à l'amiable : le titre du jeu PyramidVille a été finalement changé en PyramidValley.

## PyramidValley Adventure
PyramidValley Adventure (anciennement connu sous le nom PyramidVille Adventure) est un jeu vidéo de gestion développé par Kobojo et édité par Bulkypix, sorti en 2012 sur iPhone et iPad.
Il s'agit de l'adaptation du jeu Facebook avec du contenu supplémentaire dont 3 mini-jeux exclusifs.

## Succès
Le jeu compte plus de 4 millions d'inscrits dans sa version Facebook et a été téléchargé plus d'1 million de fois dans sa version iOS.